# Midja
Midja eller liv den del av människans kropp som ligger mellan bröstkorgen och höfterna, och som vanligtvis är bålens smalaste del. I utvidgad betydelse benämning på motsvarande del av vissa klädesplagg, främst klänningar.
Begreppet liv används även vidare inom teknik för mittdelen till tekniska kroppar (snarlik midja eller buk) samt dess innandöme; exempelvis ammunitionskroppar såsom flygbomber och granater.